# Amadeus (conduttore televisivo)
Amadeus, pseudonimo di Amedeo Umberto Rita Sebastiani (Ravenna, 4 settembre 1962), è un conduttore televisivo, conduttore radiofonico, showman e disc jockey italiano.
Esordisce negli anni 1980 a Radio Deejay, lanciato dal talent scout Claudio Cecchetto, in qualità di DJ, e si afferma successivamente come conduttore televisivo a partire dagli anni 1990, conducendo diversi quiz e programmi di intrattenimento, sia sulle reti Rai che su quelle Mediaset per quasi 30 anni, per poi approdare su quelle di Warner Bros. Discovery Italia nel 2024. Per cinque edizioni consecutive, dal 2020 al 2024, è stato conduttore e direttore artistico del Festival di Sanremo. 

## Biografia

### Le origini
Nasce a Ravenna da Antonella e Corrado Sebastiani (entrambi di Palermo).  Cresciuto in una famiglia di appassionati di equitazione, il padre era un provetto cavaliere, così come il fratello e lo zio. Si trasferisce all'età di 6 anni con la famiglia a Verona, dove il padre trova lavoro come istruttore in un circolo ippico con le qualifiche di Istruttore Federale di IIIº Livello e Istruttore specializzato, nella sezione scuola cavalli e agonistica cavalli.
A 7 anni Amedeo si ammala gravemente di nefrite, e rimane ricoverato per due mesi in isolamento nell'ospedale di Bussolengo. Frequenta l'istituto agrario sino alla prima bocciatura, e passa quindi all'istituto tecnico per geometri. A 17 anni, accompagnando un amico a fare un provino a Blu Radio Star, piccola emittente del quartiere Borgo Venezia, ottiene il suo primo lavoro da disc jockey. Inizia quindi a lavorare nei bar e nelle discoteche come DJ. Presta il servizio militare a San Giorgio a Cremano (NA) come marconista.

### Gli inizi alla radio

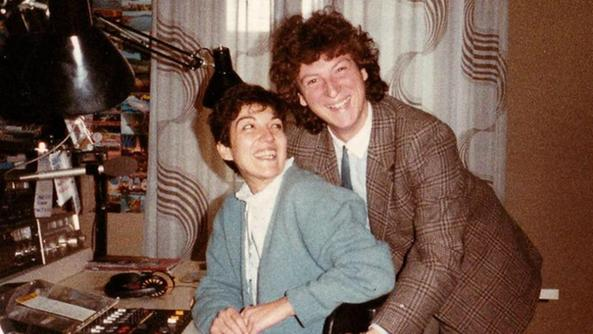
Amadeus (a destra) con la collega Laura Bagarella a "Radio Blu" nel 1984

Proprio a Verona inizia a frequentare la radio locale Radio Verona e successivamente, dal 1984 al 1986, Radio Blu di Villafranca. Un giorno del 1985 si mette ad aspettare per sei ore nella hall di un albergo il patron del Festivalbar Vittorio Salvetti, consegnandogli, all'uscita dall'ascensore, una cassetta con un suo provino. Salvetti lo porta quindi all'Arena di Verona dove, durante un servizio radiofonico dal Festivalbar, in diretta su Radio Blu, lo mette in contatto con Claudio Cecchetto, al quale Amadeus dice di vivere a Milano e di fare il doppiatore. Il giorno successivo, negli studi di Radio Blu, sotto la guida dell'allora direttore Renzo Campo dell'Orto, registra un nastrino demo e lo spedisce a Cecchetto.
Il talent scout decide di dargli una chance e nel 1986 lo fa debuttare su Radio Deejay, emittente di cui accompagnerà fino al 1994 la costante crescita, da locale a nazionale, insieme con i suoi futuri grandi amici Fiorello, Jovanotti e Marco Baldini. Proprio Cecchetto decide di dargli il nome d'arte di Amadeus prendendo spunto dalla canzone Rock Me Amadeus di Falco. Così nel biennio successivo è tra gli speaker di punta di Radio Capital Music Network, dove conduce diversi programmi con Luca Laurenti, Digei Angelo e Stefano Tacconi. Successivamente, per un lungo periodo, lascia il mondo della radio. Vi fa ritorno dopo dodici anni, nel 2008, a RTL 102.5, dove ha lavorato fino al 2017.

### L'esordio e i primi successi a Mediaset
Esordisce in TV nel 1988 partecipando a 1, 2, 3 Jovanotti su Italia 1, programma condotto dal collega romano. Successivamente conduce i programmi musicali DeeJay Television e Deejay Beach su Italia 1, al fianco degli amici di lunga data Jovanotti, Fiorello e Leonardo Pieraccioni.
Dopo la fortunata esperienza con DeeJay Television, nel 1993 viene chiamato da Vittorio Salvetti a condurre il Festivalbar, insieme a Claudio Cecchetto, Fiorello e Federica Panicucci su Italia 1. L'edizione di quell'anno ha un enorme successo, permettendogli di essere ancora il padrone di casa della manifestazione anche per l'anno successivo, bissando il successo dell'edizione precedente. Nello stesso periodo presenta, insieme a Federica Panicucci, The look of the year e conduce, con Luca Laurenti, Appuntamento al buio, show in onda, entrambi, su Italia 1 ma dallo scarso successo di pubblico.
Nell'estate del 1995 conduce per la terza volta il Festivalbar con riconfermato successo, affiancato da Federica Panicucci e Laura Freddi, e contemporaneamente presenta la serata evento Le stelle della musica su Italia 1 nel 1996. A febbraio 1996 subentra, insieme a Claudio Lippi al fianco di Lorella Cuccarini, con la quale inizierà un forte sodalizio, nella conduzione di Buona Domenica su Canale 5. In estate conduce un'altra edizione di successo del Festivalbar (con Alessia Marcuzzi e Corona), e il 2 e 6 dicembre 1996 l'evento musicale Le Stelle della Musica. Nell'estate 1997 conduce con successo per l'ultima volta Festivalbar.
Sempre insieme alla Cuccarini partecipa a un'edizione dell'evento benefico Trenta ore per la vita. Questo sodalizio si ripeterà nella primavera 1996, quando insieme conducono la prima edizione del talent Campioni di ballo, che ottiene un buon successo e viene riproposto per altre due edizioni nel 1996 e nel 1997 con la conduzione dello stesso Amadeus e di Natalia Estrada. Nel 1998 presenta l'ultima edizione de Il Quizzone su Italia 1, programma ereditato da Gerry Scotti assieme a Laura Freddi, che però non ottiene il successo delle edizioni precedenti. Dal 10 marzo 1998 conduce la prima edizione di Matricole, trasmesso nel sabato sera di Italia 1, coadiuvato da Simona Ventura, terminata il 7 aprile 1998. Dal 22 settembre al 6 ottobre ha poi condotto sempre su Italia 1 la prima edizione di Meteore, con Gene Gnocchi e Alessia Merz.

### Il successo in Rai e la nascita delsignore del preserale
Nel gennaio 1999 approda in Rai dove ha condotto in prima serata su Rai 2 Festa di classe. Nello stesso periodo fa parte della giuria di qualità del Festival di Sanremo, condotto da Fabio Fazio. A settembre 1999 Amadeus sbarca su Rai 1 per condurre il più famoso e longevo contenitore domenicale italiano, Domenica in, per l'edizione 1999-2000. Ben presto, però, diventa il "signore del pre-serale": nell'autunno del 2000 conduce l'ultima edizione di In bocca al lupo!, programma ereditato da Carlo Conti, e poi il nuovo quiz di Rai 1, Quiz Show. Il gioco è andato in onda con successo per due edizioni fino al 5 gennaio 2002. Sempre nel 2001 è ospite nell'ultima puntata del programma Stasera pago io, condotto dall'amico Fiorello. Il 4 gennaio 2002 conduce una serata speciale su Canale 5 dal titolo Come sorelle. Nel luglio 2002, alla scadenza del contratto con la Rai, si parla di un possibile ritorno di Amadeus in Mediaset per guidare la prima edizione di Come sorelle, dopo il successo della puntata pilota, ma, alla fine, il conduttore ravennate resta in Rai con un contratto di due anni. Dal 1º al 27 luglio 2002 conduce la prima edizione del quiz Azzardo su Rai 1.
Il 29 luglio dello stesso anno ha portato all'esordio il gioco L'eredità, ideato da lui stesso con Stefano Santucci in onda su Rai 1, sempre nella fascia pre-serale, portandolo a un successo clamoroso e inaspettato, riuscendo spesso a oltrepassare gli otto milioni di telespettatori e garantendo alla Rai il predominio di quella fascia oraria. Dal gennaio 2003, il quiz è andato in onda anche in prima serata con puntate speciali. In estate presenta, poi, Sanremo Estate. Nella stagione 2003-2004 ha condotto alcuni eventi in prima serata su Rai 1, come Miss Italia nel mondo e il Premio Barocco. Nel 2004 Amadeus sembra di nuovo a un passo da Mediaset: si torna a parlare di lui per un nuovo pre-serale su Canale 5 in sostituzione di Passaparola, condotto da Gerry Scotti, ma l'accordo sfuma nuovamente per motivi politici interni all'azienda e il conduttore ravennate resta così alla Rai per altri due anni. Nella primavera 2004 conduce la prima edizione del reality show di Rai 2 Music Farm, andato in onda con successo dal 16 aprile 2004, e passato l'anno successivo nelle mani di Simona Ventura. Inoltre, nel 2003 e nel 2005 ha condotto il Premio TV - Premio regia televisiva, affiancando Daniele Piombi. Nel marzo 2006 il manager di Amadeus, Lucio Presta, afferma che sono iniziate le trattative tra il conduttore e Pier Silvio Berlusconi per un suo ritorno sulle reti del "biscione". Nonostante il fatto che la Rai faccia tutto il possibile per convincere il conduttore a rimanere nell'azienda, il 17 aprile 2006 è lo stesso Amadeus a dichiarare di essere vicinissimo all'accordo con Mediaset.
Il 19 maggio 2006 viene ufficializzato il suo passaggio dalla Rai a Mediaset, con un contratto milionario che lo terrà legato all'azienda di Cologno Monzese per due anni: dal 1º settembre 2006 al 31 agosto 2008.

### Il ritorno in Mediaset
Nel settembre 2006 torna a Mediaset, dopo dissidi con i vertici Rai contrari alla promozione del conduttore in prima serata. Come primo impegno, a partire dal 2 luglio 2006 avrebbe dovuto presentare la nuova edizione del Festivalbar, ma a giugno viene costretto a dare forfait, a causa della Rai che non concesse ad Amadeus la liberatoria per condurre la manifestazione prima della fine della scadenza del suo contratto, prevista per il 31 luglio 2006. Il conduttore torna nella fascia pre-serale di Canale 5, con un nuovo quiz ideato e scritto da lui stesso e dal suo gruppo di autori dal nome Formula segreta (versione riveduta di A tutti i costi). Il programma va in onda a partire dal 4 settembre 2006 (giorno del suo 44º compleanno) ma viene interrotto bruscamente dopo solo tre settimane, quindi il 23 settembre, per volere di Pier Silvio Berlusconi dati gli scarsi risultati Auditel e l'incapacità, dunque, di reggere il confronto con il suo ex programma, L'eredità. Il 5 dicembre 2006 Massimo Donelli annuncia che dopo le festività natalizie, il pre-serale sarà affidato a un nuovo programma condotto da Amadeus; la scelta ricade su 1 contro 100, format Endemol. A partire dal 7 maggio 2007 torna a occupare la fascia pre-serale di Canale 5 con 1 contro 100, andato in onda per tutta l'estate, condotto insieme alla fidanzata Giovanna Civitillo. Il 28 maggio 2007 iniziano a circolare le voci di trattative tra la Rai e il conduttore, ma l'azienda di viale Mazzini smentisce.
Il nuovo pre-serale riscuote discreti risultati d'ascolto, ma comunque non soddisfa gli obiettivi prefissi dall'emittente; infatti la prima edizione termina il 22 settembre 2007, poi sostituito da Gerry Scotti con il suo collaudato quiz Chi vuol essere milionario? Successivamente il programma torna in onda con una seconda edizione dal 10 dicembre 2007 al 13 gennaio 2008, sempre su Canale 5, per testare il format fuori garanzia. Il 18 dicembre 2007 conduce insieme al comico Checco Zalone su Italia 1 la puntata zero del nuovo game show Canta e vinci, che riscuote un ottimo successo. Il 23 dicembre 2007 si torna a vociferare di accordi con la TV di Stato, ma qualche giorno dopo il direttore di Rai 1 Fabrizio Del Noce smentisce nuovamente tali supposizioni. Il 13 gennaio 2008 si conclude definitivamente l'avventura italiana del programma 1 contro 100 di comune accordo tra il direttore di rete, e dell'azienda. Dal 16 marzo al 10 aprile 2008, conduce la prima serie di Canta e vinci, andato in onda la domenica sera, ma anche quest'ultimo show ha chiuso i battenti per gli scarsi risultati d'ascolto con una puntata di anticipo, per poi essere ripristinato per il periodo estivo su Italia 1. Il 24 marzo 2008 la stampa italiana riporta la notizia che a partire da settembre 2008 il presentatore condurrà su Italia 1 il nuovo quiz Il colore dei soldi; tuttavia il 4 aprile 2008, in un'intervista a Libero, Amadeus ne dà la smentita. Il 27 maggio 2008 Fabrizio Del Noce rivela alla stampa di essere interessato a riavere Amadeus tra i conduttori Rai, mentre nel frattempo un quotidiano rivela di un incontro tra Lucio Presta e il DG della Rai Claudio Cappon, con tanto di preaccordo del contratto già firmato. Mediaset comincia a preoccuparsi seriamente. Il 16 giugno 2008 il direttore di Canale 5 Massimo Donelli si rivolge a Pier Silvio Berlusconi affinché faccia tutto il possibile perché Amadeus non vada via dall'azienda di Cologno Monzese.

### Il ritorno in Rai e il successo diMezzogiorno in famiglia
Nell'estate 2008 conduce con Manuela Arcuri il Venice Music Awards su Rai 2, dopo aver ottenuto la liberatoria da Mediaset. In questo periodo voci che vogliono il ritorno del conduttore alla tv di Stato si fanno sempre più insistenti. Il 7 giugno 2009 viene ufficializzato il suo passaggio in Rai. L'autunno del 2009 segna il ritorno di Amadeus alla conduzione di programmi per la Rai, con un contratto che lo lega all'azienda fino al 31 marzo 2012. Il ritorno è segnato il 3 ottobre quando conduce su Rai 2 la prima puntata della nuova edizione del programma Mezzogiorno in famiglia affiancato da Laura Barriales e Sergio Friscia. Il programma termina con ottimi ascolti il 10 giugno 2010. Il conduttore esordisce in fascia pomeridiana nel marzo 2010 su Rai 2 conducendo un programma tutto nuovo, Cuore di mamma su Rai 2, durato sino a fine stagione per un totale di 70 puntate. In estate conduce per la terza volta il Venice Music Awards, al fianco della collega di Mezzogiorno in famiglia Laura Barriales, mentre in autunno ritorna alla conduzione del programma di Michele Guardì, che si conclude il 10 giugno 2011. Nel frattempo, il quotidiano La nazione rende nota la notizia del rinnovo del contratto del conduttore con la Rai per altri due anni, fino al 31 maggio 2014. Il 29 settembre 2012 torna al timone di Mezzogiorno in famiglia, per il quarto anno consecutivo, fino al 2 giugno 2013.

### La rinascita:Tale e quale showeReazione a catena

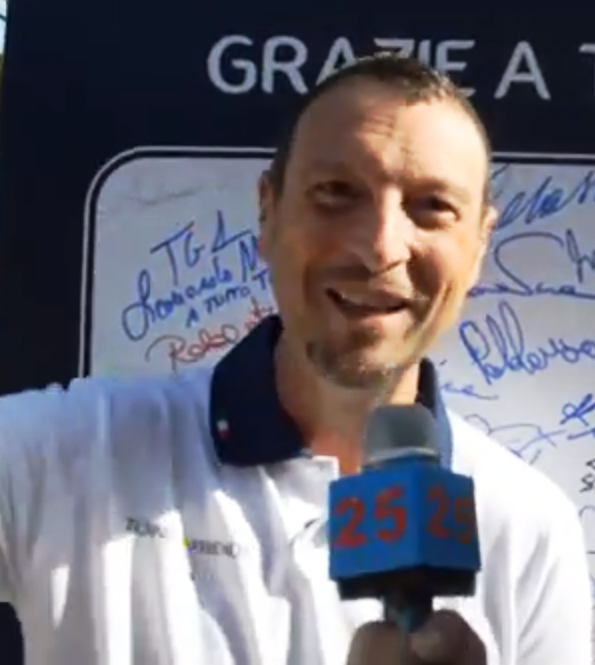
Amadeus nel 2014

Nell'aprile 2013 partecipa come concorrente al nuovo celebrity talent di Rai 1 Altrimenti ci arrabbiamo condotto da Milly Carlucci, risultando promosso alle prime due puntate grazie al voto favorevole delle giudici Cristina Parodi e Teresa Mannino. Il 28 settembre, per il quinto anno ritorna alla conduzione di Mezzogiorno in famiglia, fino al 1º giugno 2014.
A partire dal 13 settembre fa parte in qualità di concorrente del programma Tale e quale show condotto da Carlo Conti. Questo programma lo rilancia e gli fa riconquistare il gradimento del pubblico, grazie alla grande grinta e energia manifestata in tutte le esibizioni. La partecipazione al talent gli dà talmente tanto successo che Fiorello, tramite la sua @edicolafiore, alla quale Amadeus è spesso ospite, organizza una campagna per evitare l'eliminazione dell'amico dalla competizione, dopo essere stato interpretato da Amadeus durante la settima puntata della trasmissione. Il gradimento e l'affetto del pubblico verso Amadeus si manifestano infatti nella classifica finale, dove il conduttore ravennate si piazza terzo. Il 24 dicembre Amadeus conduce Natale da Ama..re, uno speciale su Rai 1 in occasione delle festività natalizie. A partire dal 1º giugno 2014 Amadeus torna su Rai 1 per condurre Reazione a catena - L'intesa vincente, game show in onda nel periodo estivo. Si tratta di un ritorno alla conduzione di un pre-serale su Rai 1 dopo circa otto anni da L'eredità. Il programma, terminato il 13 settembre, ottiene ottimi risultati d'ascolto.
Il 20 settembre 2014 torna per il sesto anno alla conduzione di Mezzogiorno in famiglia. L'11 novembre, insieme a Fiorello, partecipa alla presentazione del libro di Claudio Cecchetto In diretta. Il gioca jouer della mia vita alla libreria della stazione Termini, e il tutto viene filmato dall'amico Red Ronnie per il suo Roxy Bar TV: i tre ripercorrono gli inizi e gli anni passati insieme a Radio Deejay. Dal 14 al 28 novembre è di nuovo concorrente al torneo di Tale e quale show, piazzandosi ottavo. Conduce poi il Telethon con Fabrizio Frizzi, Paolo Belli, Caterina Balivo e altri. Il 12 gennaio 2015 Amadeus torna eccezionalmente su Canale 5, dopo sette anni dalla sua ultima apparizione sulle reti Mediaset, come ospite e vittima del programma Scherzi a parte condotto da Paolo Bonolis, per commentare con il conduttore lo scherzo di cui è stato protagonista, che riesce a bissare il successo delle precedenti, mentre il 2 giugno 2015 conduce in prima serata con Max Giusti, Claudio Lippi e Pupo La partita del cuore su Rai 1. Dall'8 settembre successivo poi, conduce su Rai 2 in prima serata il varietà Stasera tutto è possibile, rivelatosi uno dei programmi più visti dell'autunno 2015 della seconda rete. Nella stagione 2015/2016 torna per il settimo e ultimo anno alla conduzione di Mezzogiorno in famiglia. Il 30 dicembre 2015 è ospite a sorpresa da Paolo Bonolis ad Avanti un altro! su Canale 5, in studio insieme alla moglie Giovanna Civitillo. mentre il giorno successivo, insieme a Rocco Papaleo, conduce su Rai 1 L'anno che verrà, in diretta da Matera; programma che poi condurrà anche nelle quattro successive edizioni in terra lucana, in quella del 2020 originariamente prevista a Terni e poi spostata a Roma, del 2021 a Terni, del 2022 a Perugia e del 2023 a Crotone, il quale sarà la sua ultima edizione da lui condotta.

### Il grande successo diSoliti ignoti
Dal 2 al 27 maggio 2016, nel tentativo di risollevare la fascia del primo pomeriggio di Rai 1, conduce in via sperimentale il game show Colors, trasmissione della quale aveva già realizzato una puntata pilota trasmessa il 18 luglio 2014 alle 14:55 sempre sulla prima rete. L'esperimento però non si rivela vincente e non viene più proposto da Rai 1. Dal 13 settembre 2016 torna in onda su Rai 2 in prima serata con la seconda edizione del varietà Stasera tutto è possibile, mentre il 12 dicembre prende parte come giurato a Sarà Sanremo, serata nella quale vengono selezionati i giovani in gara al Festival di Sanremo 2017.
Il 16 dicembre ritorna nella prima serata di Rai 1 con lo show Music Quiz, un varietà di sette puntate in onda sino a febbraio 2017. La sera del 31 dicembre 2016 è inoltre il conduttore, con Teo Teocoli, de L'anno che verrà, veglione di Capodanno di Rai 1 in diretta da Potenza. Dal 20 marzo 2017 esordisce nell'access prime time di Rai 1 con il game-show Soliti ignoti - Il ritorno. Il programma, terminato il 2 giugno successivo, ottiene un buon successo di pubblico e viene riconfermato nella stagione successiva. Dal 5 giugno 2017, conduce per il quarto e ultimo anno Reazione a catena - L'intesa vincente, promosso anche in prima serata con alcuni appuntamenti speciali, come accaduto anche nell'estate precedente. Nella stagione 2017/2018 torna in onda con una nuova stagione di Soliti Ignoti - Il ritorno, che dal 29 ottobre va in onda anche nella fascia preserale alla domenica con una durata maggiore e il titolo InSoliti Ignoti.
Il 31 dicembre conduce per il terzo anno consecutivo L'anno che verrà in diretta da Maratea. Dal 9 gennaio 2018 conduce su Rai 2 la terza edizione di Stasera tutto è possibile, mentre dall'8 giugno è il padrone di casa su Rai 1 del varietà-talent show Ora o mai più, programma ideato da Carlo Conti, che si pone l'obiettivo di ridare lustro alle carriere di alcuni cantanti finiti nel dimenticatoio. Nella stagione 2018-2019 torna a condurre in access prime time il game show Soliti ignoti, che viene promosso in prima serata in occasione del Telethon e dell'estrazione dei biglietti della Lotteria Italia del 6 gennaio. In autunno conduce su Rai 2 la quarta edizione di Stasera tutto è possibile, mentre il 31 dicembre è ancora una volta conduttore de L'anno che verrà. Da gennaio 2019 torna alla guida, questa volta al sabato sera, della seconda edizione di Ora o mai più. Il 14 giugno 2019 conduce insieme ad Antonella Clerici la serata evento Ballata per Genova.

### Conduzione e direzione artistica del Festival di Sanremo (2020-2024) e il ritorno diAffari tuoi

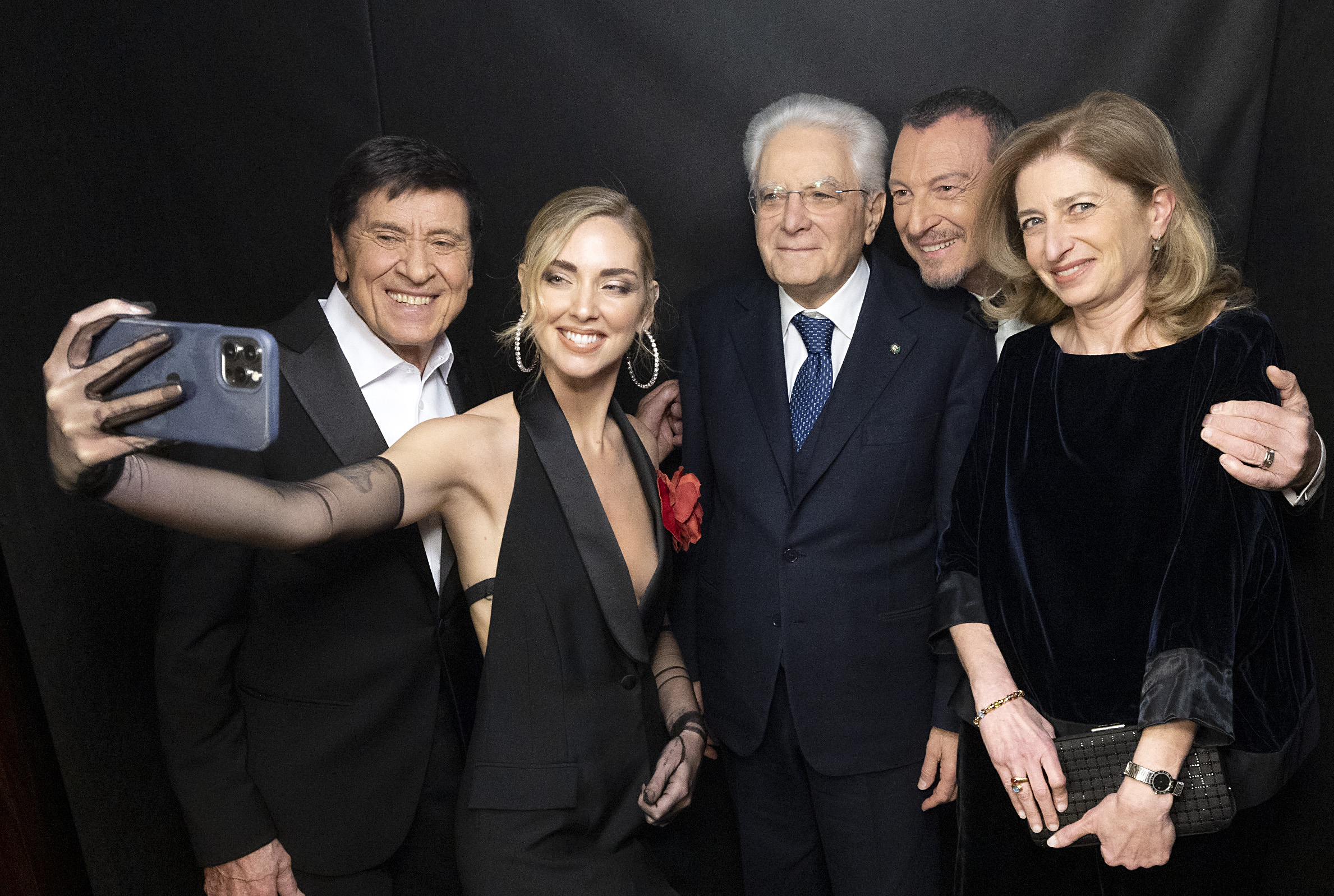
Amadeus in posa per un selfie con Gianni Morandi, Chiara Ferragni, il presidente Sergio Mattarella e sua figlia Laura, prima di Sanremo 2023

Il 2 agosto 2019 viene annunciato dalla Rai come conduttore e direttore artistico della settantesima edizione del Festival di Sanremo (il 19 dicembre 2019 conduce in prima serata Sanremo Giovani), svoltasi dal 4 all'8 febbraio 2020, che ha registrato un grande successo con il 54,78% di share medio, risultando l'edizione più vista dal 1999. Grazie al grande successo ottenuto, la coppia Amadeus-Fiorello ha ricevuto il premio Biagio Agnes 2020 per la categoria "premio costume e società" e premio Evento TV dell'anno per il "migliore Festival di Sanremo" fatto finora poiché «sono riusciti, in un momento di frammentarietà del pensiero e confusione generalizzata, a creare uno spettacolo che ha unito il Paese».
Parallelamente al Festival prosegue anche la sua normale attività televisiva: dal 13 settembre 2020 conduce una nuova edizione dei Soliti ignoti, con alcune novità nel gioco e la partecipazione di alcuni personaggi famosi come concorrenti che devolvono il montepremi in beneficenza. A dicembre conduce ancora Sanremo Giovani (le cui semifinali prendono il nome AmaSanremo) e L'anno che verrà. Il 5 maggio, durante una diretta Instagram con l'amico Fiorello, aveva nel frattempo ufficializzato la sua riconferma per la conduzione e la direzione artistica del Festival di Sanremo, che si svolge dal 2 al 6 marzo 2021. Tale edizione, che lo vede nuovamente affiancato da Fiorello e da diverse presenze femminili, è caratterizzata dall'assenza del pubblico al Teatro Ariston a causa della pandemia di COVID-19 e registra uno share medio del 46,24%, in calo rispetto al 54,78% dell'anno precedente.
A pochi giorni dall'inizio degli Europei di calcio conduce Notte Azzurra con i giocatori della Nazionale italiana di calcio - che sarebbero poi diventati un mese dopo Campioni d'Europa - mentre il 6 agosto viene annunciato che nel 2022 sarebbe stato conduttore e direttore artistico del Festival di Sanremo per la terza volta. Dal 12 settembre ha ripreso a condurre la nuova stagione dei Soliti ignoti, mentre a fine mese ha condotto Arena Suzuki '60 '70 '80 all'Arena di Verona; in tale show vengono riproposte le canzoni più rappresentative di quei decenni, una sorta di viaggio nella memoria che riprende l'atmosfera degli anni in cui lo stesso Amadeus ha lavorato nelle discoteche come disc jockey (e successivamente nelle radio). Grazie agli alti ascolti il programma verrà replicato anche nel 2022 e 2023.
Dopo aver condotto Sanremo Giovani 2021 il 15 dicembre, dal 1º al 5 febbraio 2022 conduce e dirige quindi la settantaduesima edizione del Festival, affiancato sempre da presenze femminili; durante la prima serata riceve il premio città di Sanremo alla carriera, consegnatogli direttamente da Fiorello. Con una media del 58% di share, quest'edizione del Festival è risultata essere la più seguita dal 1997.
Dopo il successo ottenuto, il 4 marzo dello stesso anno viene confermato alla guida del Festival per le successive due edizioni (2023 e 2024). Nel frattempo, oltre a continuare con i Soliti ignoti, dal 19 febbraio al 26 marzo, insieme alla moglie Giovanna Civitillo conduce Affari tuoi - Formato famiglia. Dal 17 settembre conduce per tre serate Arena Suzuki 60 '70 '80 e... '90 all'Arena di Verona. Con uno sketch lancia poi Viva Rai2!, nuovo programma Rai di Fiorello: Amadeus è ospite della prima puntata del 5 dicembre durante la quale annuncia la presenza di Francesca Fagnani al suo fianco al Festival. Tale edizione, che lo vede affiancato anche da Gianni Morandi e alle altre co-conduttrici Chiara Ferragni, Paola Egonu e Chiara Francini, ottiene ottimi ascolti: con una media del 62,96% di share, è risultata essere la più seguita dal 1995.
Il 16 aprile riporta Affari tuoi nel preserale della prima rete Rai, a poco meno di 7 anni dalla sua ultima puntata: lo storico programma di Rai 1 prende il posto di Soliti ignoti, che dal 2017 occupava quella fascia oraria. Dopo il successo di ascolti in primavera, ritorna il 10 settembre nel preserale venendo abbinato alla Lotteria Italia. Il 24 giugno conduce su Rai 1 il concerto Italia Loves Romagna, dedicato alla raccolta fondi per gli sfollati dell'alluvione del marzo precedente. A settembre è ancora al timone di Arena Suzuki con i grandi successi dagli anni '60 ai 2000.
Affiancato da Marco Mengoni, Giorgia, Teresa Mannino, Lorella Cuccarini e ancora Fiorello, conduce poi il suo quinto e ultimo Festival di Sanremo che si conclude con una media del 65% di share, il più alto dal 1995.

### L'addio alla Rai e l'approdo a Warner Bros. Discovery
Il 15 aprile 2024 la Rai e il conduttore televisivo ufficializzano la fine del rapporto di collaborazione al termine della scadenza contrattuale prevista per il 31 agosto seguente. Tre giorni dopo viene annunciato il suo approdo a Warner Bros. Discovery con cui firma un contratto di quattro anni e prevede la conduzione di programmi sul Nove e la collaborazione per lo sviluppo di nuovi format d'intrattenimento per le tutte le piattaforme del gruppo. L'8 maggio 2024 conduce l'ultimo programma per la Rai, Una. Nessuna. Centomila – in Arena, concerto di iniziativa benefica per aiutare le donne vittime di violenza e promuovere i diritti delle donne e la parità di genere. Due giorni dopo fa la sua ultima apparizione in diretta in un programma della Rai in occasione dell'ultima puntata di Viva Rai2!, programma del suo amico Fiorello al quale ha preso parte diverse volte in veste di ospite, mentre il 1º giugno conduce la sua ultima puntata di Affari tuoi.
L’avventura sul Nove inizia con il Suzuki Music Party, andato in onda il 22 settembre 2024, preceduto dalla prima puntata di Chissà chi è, riproposizione del quiz Soliti ignoti condotto da lui stesso su Rai 1 tra il 2017 e il 2023. Il programma sarà poi chiuso a inizio 2025 per bassi ascolti. Dal 6 novembre seguente conduce in prima serata La Corrida - Dilettanti allo sbaraglio. Il 19 dello stesso mese esce il suo primo libro dal titolo Ama. La mia storia, i miei Sanremo, come il palcoscenico mi ha cambiato la vita. Quattro giorni dopo conduce poi i SIAE Music Awards 2024 nel Superstudio di Milano.
Dal 22 marzo 2025, dopo un accordo tra Mediaset e Warner Bros. Discovery, partecipa come giurato della fase serale del talent show Amici di Maria De Filippi, insieme a Cristiano Malgioglio ed Elena D'Amario.
Dal 14 maggio 2025 conduce Like a Star a cui si è aggiunto, da domenica 8 giugno, il game show The Cage - Prendi e scappa.

## Vita privata
È stato sposato dal 1993 al 2007 con Marisa Di Martino. I due hanno avuto una figlia, Alice Vittoria, nata nel 1997.
Durante la conduzione del programma L'eredità ha conosciuto la ballerina Giovanna Civitillo, con la quale nel 2003 ha iniziato una relazione. Il 18 gennaio 2009 hanno avuto un figlio, José Alberto. Nel luglio dello stesso anno i due si sono sposati con rito civile.
Grande tifoso dell'Inter, ha dato al suo secondogenito il nome di José in onore di José Mourinho, dopo aver conosciuto su un volo aereo con destinazione Lisbona l'allora neo allenatore della squadra milanese. È inoltre molto credente e dichiara di pregare Dio e santa Rita da Cascia.
È daltonico.

## Programmi televisivi
- 1, 2, 3 Jovanotti (Italia 1, 1988-1989)
- Deejay Beach (Italia 1, 1989-1992)
- DeeJay Television (Italia 1, 1989-1990)
- Festivalbar (Italia 1, 1993-1997)
- The Look of the Year (Italia 1, 1994-1995)
- Miss Italia 1 (Italia 1, 1995)
- Appuntamento al buio (Italia 1, 1995)
- Buona Domenica (Canale 5, 1995-1996)
- Campioni di ballo (Rete 4, 1996-1997)
- Le stelle della musica (Italia 1, 1996)
- Un Natale italiano - I Festival della canzone natalizia (Canale 5, 1996)
- Trenta ore per la vita (Canale 5, Italia 1, Rete 4, 1996-1998)[83]
- La notte delle matricole (Italia 1, 1997)
- Il Quizzone (Italia 1, 1998)
- Matricole (Italia 1, 1998)
- Meteore (Italia 1, 1998)
- San Silvestro Superstar (Italia 1, 1998-1999)
- Olimpiadi di ballo (Canale 5, 1999)
- Festa di classe (Rai 2, 1999)
- Festival di Sanremo (Rai 1, 1999, 2003, 2020-2024)[84]
- Domenica in (Rai 1, 1999-2000)
- In bocca al lupo! (Rai 1, 2000)
- Quiz Show (Rai 1, 2000-2002)
  - Mini Quiz Show (Rai 1, 2001)
  - Super Quiz Show (Rai 1, 2002)
- Festival di Castrocaro (Rai 1, 2001)
- Azzardo (Rai 1, 2002)
- L'eredità (Rai 1, 2002-2006)
  - Galà de L'eredità (Rai 1, 2003-2005)
- La partita del cuore (Rai 1, 2003, 2015)
- Come sorelle (Canale 5, 2003)
- Premio Barocco (Rai 1, 2003)
- Sanremo Estate (Rai 1, 2003)
- Miss Italia nel mondo (Rai 1, 2003)
- Premio TV - Premio regia televisiva (Rai 1, 2003, 2005)
- Music Farm (Rai 2, 2004)
- Formula segreta (Canale 5, 2006)
- 1 contro 100 (Canale 5, 2007-2008)
- Canta e vinci (Italia 1, 2007-2008)
- Venice Music Awards (Rai 2, 2008-2010)
- Mezzogiorno in famiglia (Rai 2, 2009-2016)
- Cuore di mamma (Rai 2, 2010)
- Altrimenti ci arrabbiamo (Rai 1, 2013) – concorrente
- Tale e quale show (Rai 1, 2013) – concorrente
- Tale e quale show - Il torneo (Rai 1, 2013) – concorrente
- Natale da Ama...re (Rai 1, 2013)
- Reazione a catena (Rai 1, 2014-2017) 
  -  Reazione a catena Extra (Rai 1, 2015) 
  -  Reazione a catena di sera (Rai 1, 2016-2017)
- I colori della vittoria (Rai 1, 2014)
- Telethon (Rai 1, 2014)
- Techetechete' (Rai 1, 2015) – puntata 16
- Stasera tutto è possibile (Rai 2, 2015-2018)
- L'anno che verrà (Rai 1, 2015-2023)
- Colors (Rai 1, 2016)
- Sanremo Giovani (Rai 1, 2016,  2019-2023)[85]
- Music Quiz (Rai 1, 2016-2017)
- Soliti ignoti (Rai 1,  2017-2023)
  - Soliti ignoti - Il ritorno (Rai 1, 2017-2023)
  - InSoliti ignoti (Rai 1, 2017-2018)
  - Soliti ignoti - Telethon (Rai 1, 2017-2022)
  -  Soliti ignoti - Lotteria Italia (Rai 1, 2018-2023) 
  - Soliti ignoti - Special Vip (Rai 1, 2019-2022)
- Ora o mai più (Rai 1, 2018-2019)
- Ballata per Genova (Rai 1, 2019)
- Una serata di stelle per il Bambino Gesù (Rai 1, 2019)
- Notte azzurra (Rai 1, 2021)
- Arena Suzuki (Rai 1,  2021-2023)
- Affari tuoi - Formato famiglia (Rai 1, 2022)
- The Beauty of Family - Festival delle Famiglie (Rai 1, 2022)
- Affari tuoi (Rai 1, 2023-2024)
  - Affari tuoi - Speciale Emilia Romagna (Rai 1, 2023)
  - Affari tuoi - Lotteria Italia (Rai 1, 2024)
- Italia Loves Romagna - Il Concerto (Rai 1, 2023)
- Una. Nessuna. Centomila – in Arena (Rai 1, 2024)
- Arena di Pace (Rai 1, 2024)
- Chissà chi è (Nove, 2024-2025)
- Suzuki Music Party (Nove, 2024)
- La Corrida - Dilettanti allo sbaraglio (Nove, 2024)
- Amici di Maria De Filippi (Canale 5, 2025) – giudice
- Like a Star (Nove, 2025)
- The Cage - Prendi e scappa (Nove, dal 2025)

## Radio
- Blu Radio Star (Verona)
- Radio Verona
- Radio Blu Villafranca (1984-1986)
- Radio Deejay (10 ottobre 1986 - 1994)
  - Baldini Ama Laurenti (1993-1994)
  - Gran Sera Deejay
  - Rock me Amadeus
  - Amadeus Amadeus
- Radio Capital Music Network (1994-1996)
  - Due meno dieci (1994-1995)
- RTL 102.5 (2007-2017)
  - Casa Sebastiani (2008-2009)
  - Miseria e nobiltà (2010-2017

## Teatro
- Grease, regia di Saverio Marconi (1997-1999)

## Filmografia

### Cinema
- Laura non c'è, regia di Antonio Bonifacio (1998)
- Il pranzo della domenica, regia di Carlo Vanzina (2003)

### Televisione
- Camera Café – sitcom, episodio 2x07 (2005)
- Fiore e Tinelli – serie TV, episodio 3x12 (2009)
- People from Cecchetto, regia di Emanuele Imbucci – documentario (2023)

### Doppiatore
- Se stesso in L'eredità (videogioco 2005)
- Armadillus in Lampadino e Caramella nel MagiRegno degli Zampa (2020)
- Valentino in Wish (2023)

## Discografia

### Singoli
- 1991 – Saltellare con i Ragazzi della Curva (Five Record Independent – FM 13285)
- 1992 – Tutti al mare (Limited Edition – LE 005)
- 2010 – Io abbraccio te (con la collaborazione dei Kontrasto)

### Apparizioni
- 1991 – W Radio Deejay 2 (Five Record Independent – MC FRI 16002) con Saltellare
- 1992 – Claudio Cecchetto presenta Fiorello e Marco Baldini – W Radio Deejay '92 (Free Records Independent – FRI 6015-2) con Tutti al mare, Radio Rosalia e Prestigiatore
- 1992 – Estate italiana (RTI Music – RTI 1008 - 2) con Tutti al mare
- 1992 – Amadeus presenta Tutti al mare (Limited Edition – LE007 LP) con Tutti al mare
- 1993 – Gira la palla (Fonit Cetra – TCDL 354) con Saltellare saltellare e Tutti al mare
- 2001 – Bonsai Aid Aids 2001 (Tam Tam Comunication – CD-0101004)
- 2004 – Discoitalia Compilation 2 (Do It Yourself Entertainment Strategic Marketing – DSM 404) con Saltellare
- 2016 – Ballermann Mega Party 2016 (Platja de Palma Records – PPR001) con Der Letzte Joker

## Opere
- Ama. La mia storia, i miei Sanremo, come il palcoscenico mi ha cambiato la vita, 2024, Piemme, ISBN 9788856681123

## Riconoscimenti
- 1988 – Telegatto miglior trasmissione musicale per DeeJay Television
- 1989 – Personaggio rivelazione dell'anno
- 1990 – Telegatto speciale per DeeJay Television
- 1990 – Premio Regia Televisiva come trasmissione per Deejay Beach
- 1995 – Miglior personaggio maschile dell'anno
- 1998 – Premio Regia Televisiva categoria Top 10 con Campioni di ballo
- 2001 – Premio Regia Televisiva categoria Top 10 con Quiz Show
- 2003 – Premio Regia Televisiva categoria Top 10 con L'eredità
- 2006 – Premio Regia Televisiva categoria Top 10 con L'eredità
- 2006 – Premio Regia Televisiva categoria Programma dell'anno con L'eredità
- 2010 – Premio Regia Televisiva categoria Top 10 per Mezzogiorno in famiglia
- 2020 – Premio Biagio Agnes per il Festival di Sanremo 2020
- 2021 – Premio DIVA Arena di Verona per il Festival di Sanremo 2021
- 2022 – Premio Città di Sanremo al Festival di Sanremo 2022
- 2022 – Premio Biagio Agnes per il Festival di Sanremo 2022
- 2022 – Premio Speciale Fimi per i Festival di Sanremo 2020-2021-2022
- 2023 – Premio Speciale Fimi per i Festival di Sanremo 2020-2021-2022-2023
- 2024 – Telegatto per la conduzione del Festival di Sanremo dal 2020 al 2024